# Klon rdzawy
Klon rdzawy, klon śniady (Acer rufinerve Siebold & Zucc.) – gatunek drzewa z rodziny mydleńcowatych (Sapindaceae). W obrębie rodzaju klasyfikowany do sekcji Macrantha. Naturalnie występuje w górskich lasach Japonii (wyspy Honsiu, Kiusiu, Sikoku). Zalicza się do 6. strefy mrozoodporności. W Polsce nie w pełni odporny, gdyż przemarza podczas surowych zim.

## Morfologia

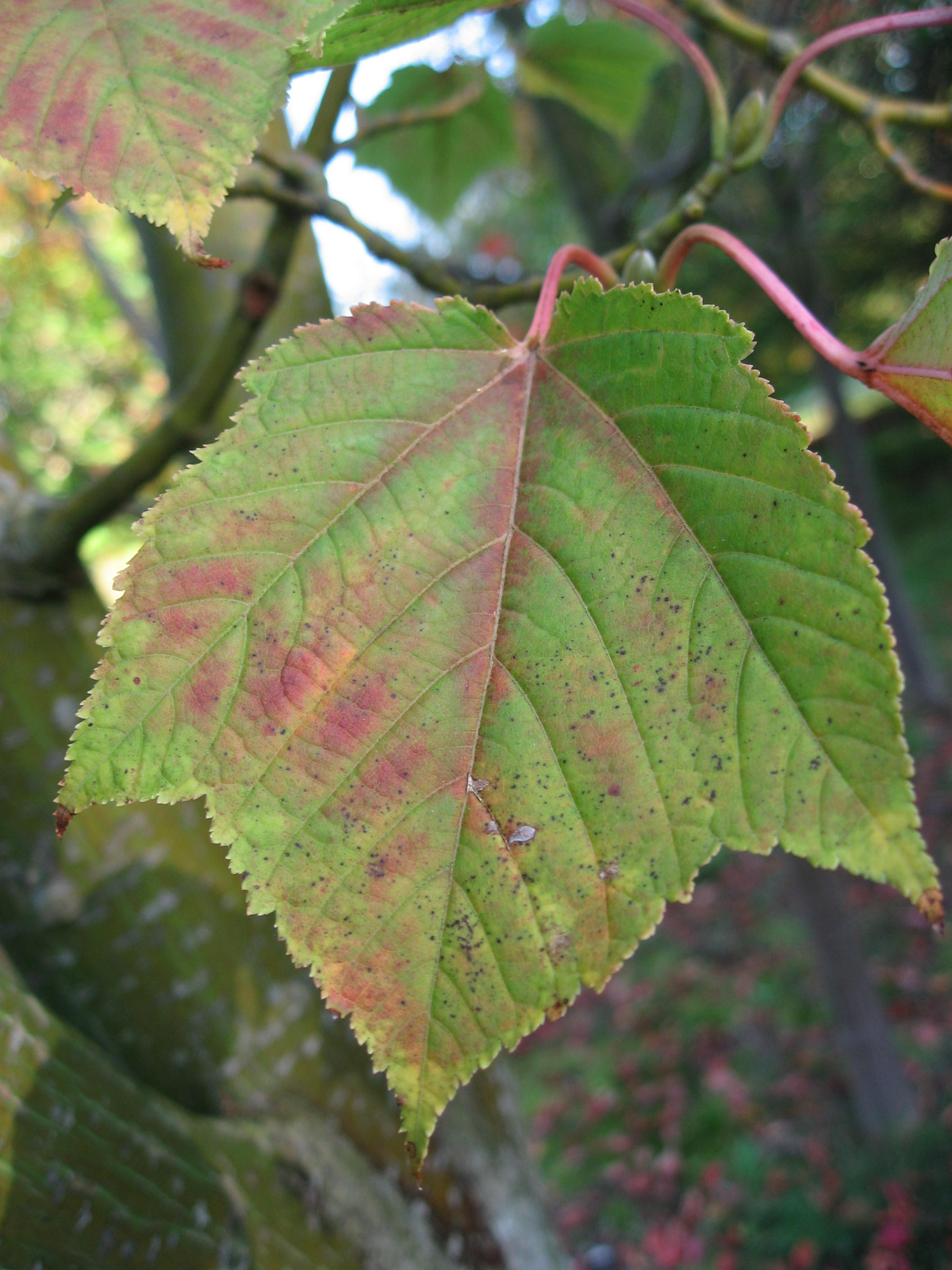
Klon rdzawy

PokrójDrzewo dorasta do 10–15 m wysokości. Posiada szerokolumnową koronę. Kora jest ciemnozielona z poprzecznymi prążkami. Na starszych okazach kora ma szary kolor i jest spękana.
LiścieLiście mają 3 trójkątne klapy. Mają długość do 15 cm. Górna strona liści jest ciemnozielona i matowa, a u nasady rudo owłosiona. D strona jest jaśniejsza z wystającymi nerwami. Jesienią przebarwiają się na pomarańczowo-czerwony kolor.
KwiatyKwiaty są drobne. Mają żółty lub bladozielony kolor. Zebrane są we wzniesione groniaste kwiatostany.
OwocOwocami są orzeszki o długości do 2–3 cm. Mają zielone, a później czerwone skrzydełka ustawionymi pod kątem prostym lub ostrym.